# Неопределённая зона
Неопределённая зона (zona incerta) — горизонтально расположенная область серого вещества в субталамической области промежуточного мозга, ниже таламуса. Нервные связи (аксоны) нейронов неопределённой зоны широко проецируются по всей центральной нервной системе, от коры больших полушарий, до спинного мозга.
Физиологические функции неопределённой зоны до сих пор окончательно не установлены. Однако принято считать, что она играет роль в лимбико-моторной интеграции, в контроле активности внутренних органов, в модуляции передачи болевых и сенсорных ощущений, в синхронизации корковых и подкорковых биоритмов головного мозга. Дисфункция неопределённой зоны может играть роль в этиологии и патогенезе центральных болевых синдромов, а также болезни Паркинсона. В связи с этим неопределённая зона рассматривается как перспективная область для глубокой стимуляции мозга при лечении болезни Паркинсона и центральных болевых синдромов.

## История
Неопределённая зона была впервые описана Огюстом Форелем в 1877 году как «область мозга, о функциях которой нельзя сказать ничего определённого». Ровно сто тридцать лет спустя, в 2007 году, французские исследователи Надя Урбайн и Мартин Дешанс из Университета Лаваль заключили, что «неопределённая зона по-прежнему остаётся одной из наименее изученных областей головного мозга человека; её название нередко даже не упоминается в книгах по анатомии и физиологии человеческого мозга».

## Анатомическое строение
Ядра неопределённой зоны расположены медиально по отношению к внутренней капсуле, вентрально по отношению к таламусу, и являются в некотором смысле продолжением ретикулярного ядра таламуса. Эти ядра отделяют друг от друга линзовидный пучок (известный также как «поле H2 Фореля») и таламический пучок (известный также как «поле H1 Фореля»). Нейроны неопределённой зоны очень гетерогенны, и значительно отличаются друг от друга по своим размерам и форме. Хемоархитектура неопределённой зоны также весьма разнообразна. Эта зона содержит у разных видов млекопитающих до 20 нейрохимически различных типов нервных клеток. Митрофанис с соавторами по этому поводу отмечают, что «в промежуточном мозге существует очень мало анатомических областей, проявляющих столь высокую степень клеточного (гистологического) и нейрохимического разнообразия».
У крыс в неопределённой зоне обычно выделяют четыре гистологически различные области:
- Ростральный сектор с плотно упакованными веретенообразными клетками и диффузно рассеянными среди них более крупными овальными клетками;
- Дорсальный сектор со средними по размеру клетками овальной формы;
- Вентральный сектор, состоящий из многополярных или веретенообразных клеток среднего размера, которые плотнее упакованы, чем клетки в дорсальном секторе;
- Каудальный сектор, состоящий из тел нейронов малого и среднего размера, которые по своему внешнему виду являются либо многополярными, либо веретенообразными, либо округлой формы, вместе с группой очень крупных многополярных клеток, расположенных медиально. Каудальный сектор иногда называют моторной частью ядра неопределённой зоны[8]. Именно каудальный сектор неопределённой зоны является той областью, куда вживляют электроды при глубокой стимуляции мозга для лечения болезни Паркинсона[8].

Эти области внутри неопределённой зоны не имеют чётких анатомических или гистологических границ между собой (например, они не разделены нервными пучками, то есть белым веществом, или безнейронными глиальными пространствами), и плавно переходят одна в другую.
Нейроны неопределённой зоны имеют широкие дендриты (толщиной около 0,8 мм). Их аксоны образуют многочисленные локальные коллатерали с другими нейронами неопределённой зоны. Это предоставляет нейронам неопределённой зоны широкие возможности для взаимного латерального ингибирования. Вентральная область неопределённой зоны содержит сеть ГАМКергических нейронов, которые имеют широкие взаимосвязи с другими нейронами неопределённой зоны. Благодаря этому нейроны одного из подсекторов неопределённой зоны могут влиять на активность нейронов другого подсектора этой же зоны.
Неопределённая зона, вместе с гипоталамусом, является одной из всего двух областей мозга, где содержатся нейроны, продуцирующие нейропептид меланин-концентрирующий гормон. Дофаминергические нейроны в этой области также весьма распространены. Кроме того, в этой области также обнаруживаются субпопуляции нервных клеток, продуцирующие соматостатин, ангиотензин II и меланоцитстимулирующий гормон.

### Нервные связи
Неопределённая зона имеет множество нервных связей с корой больших полушарий, промежуточным мозгом, гипоталамусом, базальными ядрами, мозжечком, стволом мозга и спинным мозгом.

#### Кора больших полушарий
Проекции в неопределённую зону из коры больших полушарий исходят из разных участков мантии коры, от лобной доли до затылочной доли. Наибольшее количество проекций из коры больших полушарий в неопределённую зону исходит из поясной коры, лобной и височной долей коры. Те области моторной и соматосенсорной коры, которые «отвечают» за корковое представление головы, имеют наибольшее количество проекций в неопределённую зону. Проекции из коры больших полушарий в неопределённую зону исходят преимущественно из I слоя корковых нейронов. В свою очередь, из неопределённой зоны также исходят обратные (реципрокные) ГАМКергические моторные и соматосенсорные проекции в кору больших полушарий.